# Dichotomius dynastus
Dichotomius dynastus là một loài bọ cánh cứng trong họ Bọ hung (Scarabaeidae).